# Дехидроепиандростерон
Дехидроепиандростеронът е многофункционален стероиден хормон, който спомага за синтеза на тестостерон и естроген. Произвежда се в кората на надбъбречната жлеза, като самият синтез се стимулира от адренокортикотропния хормон. Освен това се произвежда и в глиалните клетки на мозъка, тестисите и яйчниците, но в по-малки количества.

## Основни характеристики
При мъжете всеки ден се отделят около 31 mg дехидроепиандростерон, а при жените – около 20 mg. Секрецията на хормона достига своя пик, когато индивидът е на възраст 20 – 30 години, и след това постепенно намалява.
В повечето случаи дехидроепиандростеронът се отделя в кръвта като сулфатен естер – дехидроепиандростерон сулфат, но не повече от 4% продължават да циркулират свободно. Останалата част се свързва с редица транспортни протеини като албумин и глобулин, който свързва половите хормони.
Сулфатното съединение може да се причисли към неврохормоните, защото се образува и в централната нервна система. Има антидепресивни свойства и повишава когнитивните способности.